# Raja rhina
Raja rhina е вид акула от семейство Морски лисици (Rajidae). Видът не е застрашен от изчезване.

## Разпространение и местообитание
Разпространен е в Канада (Британска Колумбия и Юкон), Мексико (Долна Калифорния) и САЩ (Аляска, Вашингтон, Калифорния и Орегон).
Обитава крайбрежията на морета и заливи. Среща се на дълбочина от 6 до 1069 m, при температура на водата от 4,6 до 10,4 °C и соленост 31,8 – 34,6 ‰.

## Описание
На дължина достигат до 1,8 m.
Продължителността им на живот е около 13 години. Популацията на вида е стабилна.